# Ischnura intermedia
Ischnura intermedia là một loài chuồn chuồn kim trong họ Coenagrionidae.
Ischnura intermedia được miêu tả khoa học năm 1974 bởi Dumont.